# Tinatar
Tinatar is een bestuurslaag in het regentschap Pacitan van de provincie Oost-Java, Indonesië. Tinatar telt 2375 inwoners (volkstelling 2010).